# Fimbristylis calcicola
Fimbristylis calcicola är en halvgräsart som beskrevs av Johannes Hendrikus Kern. Fimbristylis calcicola ingår i släktet Fimbristylis och familjen halvgräs. Inga underarter finns listade i Catalogue of Life.